# Spirito Santo alla Ferratella
Spirito Santo alla Ferratella ist eine Titelkirche und Pfarrkirche in Rom. Sie ist dem Heiligen Geist geweiht und steht in der südlichen Präfektur im Bistum Rom.

## Geschichte
Die Kirche wurde 1981 für die am 1. Dezember 1981 gegründete Pfarrei Heiliger Geist fertiggestellt. Sie wird von den Rosminianern seelsorgerisch betreut. 
Am 28. Juni 1988 wurde sie von Papst Johannes Paul II., der sie am 16. April 1989 besuchte, als Titelkirche erhoben.

## Kardinalpriester
Folgende Kardinäle waren bisher Kardinalpriester:
- Vincentas Sladkevičius, Marianer, von Erzbischof von Kaunas 1988–2000
- Ivan Dias, Erzbischof von Bombay, 2001–2017
- Ignatius Suharyo Hardjoatmodjo, Erzbischof von Jakarta, seit 2019